# Almighty Thor
Almighty Thor is een Amerikaanse film uit 2011 van The Asylum met Cody Deal en Kevin Nash.
De film werd uitgebracht in mei 2011 om mee te liften op de Marvelfilm Thor. De film werd met overwegend negatieve reacties ontvangen door critici.

## Verhaal
Loki, de god van de demonen, vernietigt het kasteel van Valhalla en steelt de 'Hammer of Invincibility'. Het is nu aan de jonge held Thor de hamer terug te halen en de aarde van de ondergang te redden.

## Rolverdeling
| Acteur             | Personage |
| ------------------ | --------- |
| Cody Deal          | Thor      |
| Richard Grieco     | Loki      |
| Patricia Velásquez | Jarnsaxa  |
| Kevin Nash         | Odin      |
| Jess Allen         | Baldir    |